# Nokia 100
Nokia 100 е бюджетен мобилен телефон на компания Nokia, работещ под управлението на операционна система Series 30 OS, като в България повечето оператори го предлагат безплатно при сключване на договор.

## Характеристики
- Производител – Nokia
- Година – 2011
- Тегло – 70 g
- ОС – Series 30
- Дислей – 128 x 160 пиксела / 65 536 цвята / LCD
- Камера – Не
- Цветове – син, розов, сив, червен
- Радио – FM

## Основна информация
В кутията има: телефон, батерия, зарядно устройство, слушалки (3,5 mm) и упътване.
Последната версия на телефона е v4.00, която добавя изцяло нов вид на платформата.

## Nokia 100 и операторите в България
Телефонът се предлага кодиран в мрежата на Mtel и BOB.
Телефонът се предлага отключен в мрежите на: Vivacom и Globul.

## Нови функции
Телефонът поддържа MP3 като тон за звънене, FM Радио, високоговорител, SIM Меню, 3 игри (Забравени съкровища, Судоку и Ваканция с карти)